# القوات الجوية الملكية الأسترالية
القوات الجوية الملكية الأسترالية ( RAAF ) هي القوة الجوية الرئيسية لأستراليا، وهي جزء من قوة الدفاع الأسترالية (ADF) إلى جانب البحرية الملكية الأسترالية والجيش الأسترالي. الحاكم العام لأستراليا هو القائد العام لقوة الدفاع الأسترالية بحكم القانون.
تأسست في مارس 1921، تحت اسم القوات الجوية الأسترالية، بعد انفصال سلاح الجو الأسترالي عن الجيش في يناير 1920، والذي دمج بدورهِ الخِدْمات الجوية المنفصلة لكل من الجيش والبحرية. 
خلال تاريخها، خاضت القوات الجوية الملكية الأسترالية عددًا من الحروب الكبرى، بما في ذلك الحرب العالمية الثانية في أوروبا والمحيط الهادئ، وشاركت في جسر برلين الجوي، والحرب الكورية، وحالة الطوارئ الملايوية، والمواجهة بين إندونيسيا وماليزيا ، وحرب فيتنام ، ومؤخرًا، العمليات في تيمور الشرقية، وحرب العراق، والحرب في أفغانستان.
تُقدّم القوات الجوية الملكية الأسترالية الدعم عبر مجموعة مُتنوّعة من العمليات، مثل التفوق الجوي، والضربات الدقيقة، والاستخبارات، والمراقبة، والاستطلاع، والتنقل الجوي، ومراقبة الفضاء، والدعم الإنساني. تمتلك القوات الجوية الملكية الأسترالية 252 طائرة، منها 108 طائرات مقاتلة.

## الحرب العالمية الثانية
شاركت القوات الجوية الأسترالية العمليات الحربية في حرب المحيط الهادئ ضد الجيش الإمبراطوري الياباني في عملياتها الحربية .

## التاريخ

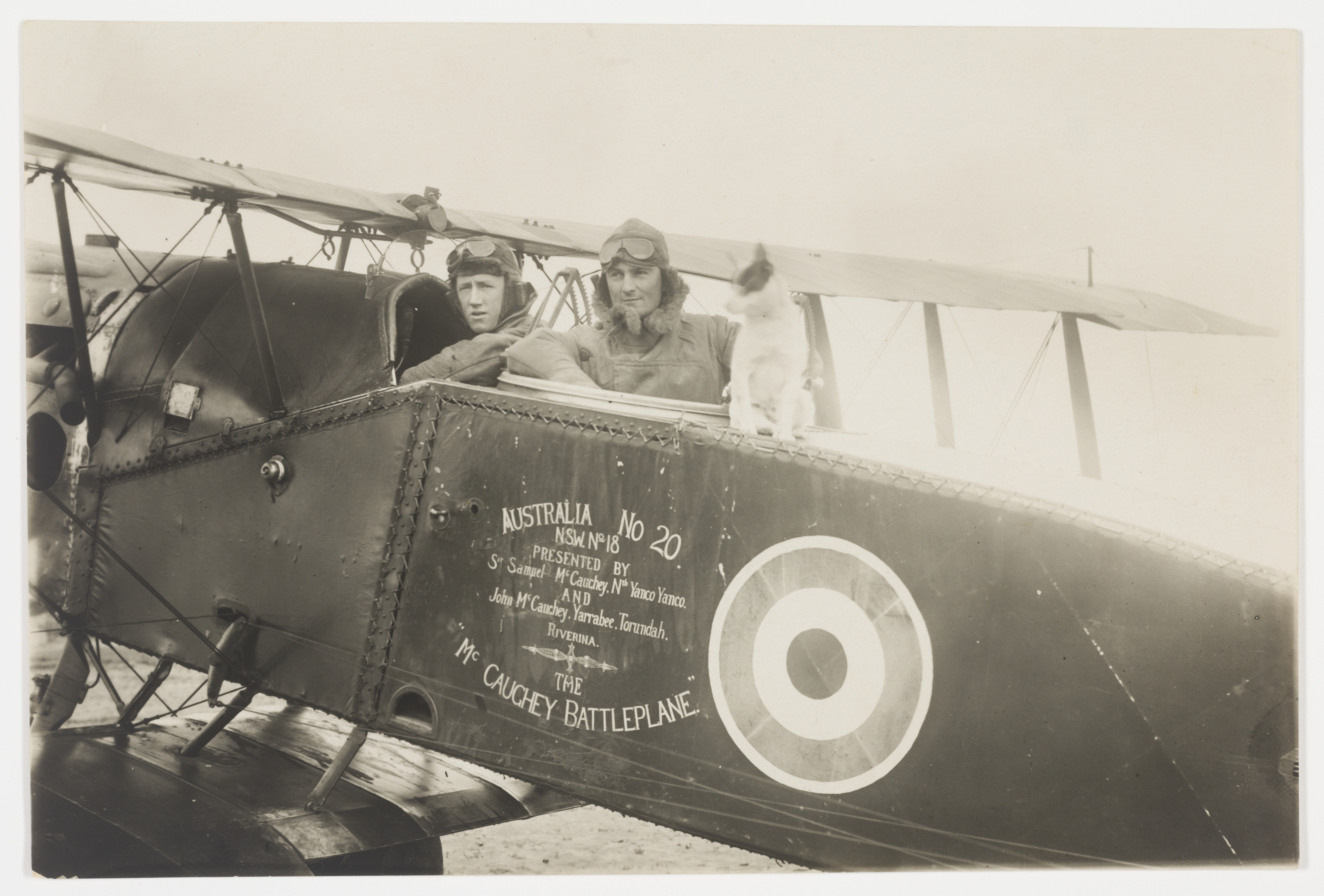
مقاتلة بريستول إف-2 بي (طائرة ماكوجي القتالية) تابعة لسلاح الجو الأسترالي، فلسطين، 1918

بعد اندلاع الحرب عام 1914 بفترة وجيزة، أَرسل سلاح الجو الأسترالي طائرات للمساعدة في الاستيلاء على المستعمرات الألمانية فيما يُعرف الآن بشمال شرق غينيا الجديدة. إلا أن هذه المستعمرات استسلمت بسرعة، حتى قبل تفريغ الطائرات. لم تبدأ أولى الرحلات الحربية إلا في 27 مايو 1915، عندما استُدعي سلاح الجو شبه الرافديني لمساعدة الجيش الهندي في تقديم الدعم الجوي خلال حملة بلاد ما بين النهرين ضد الإمبراطورية العثمانية، فيما يُعرف الآن بالعراق. 
شاركت لاحقًا في عمليات في مصر وفلسطين وعلى الجبهة الغربية طوال ما تبقى من الحرب العالمية الأولى.

### الحرب العالمية الثانية

#### أوروبا والبحر الأبيض المتوسط

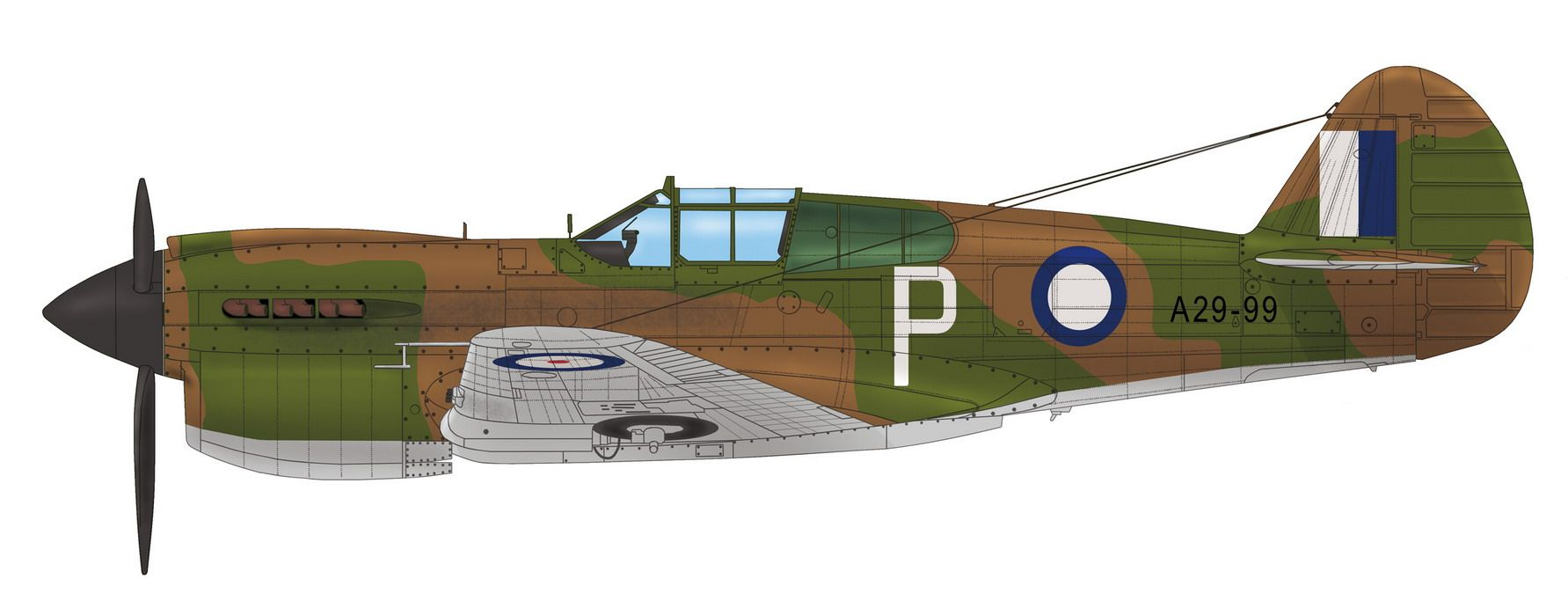
طائرة كورتيس كيتي هوك Mk IA من السرب 75 التابع لسلاح الجو الملكي الأسترالي، والتي حلق بها الطيار جيف أثيرتون فوق غينيا الجديدة في أغسطس 1942

في عام 1939، وبعد اندلاع الحرب العالمية الثانية مباشرةً، انضمت أستراليا إلى برنامج التدريب الجوي الإمبراطوري، والذي بموجبه تلقى طاقم الطيران تدريبًا في أستراليا قبل السفر إلى كندا لتلقي تدريب متقدم. خدم ما مجموعه 17 سربًا من قاذفات ومقاتلات استطلاع وغيرها من أسراب سلاح الجو الملكي الأسترالي. كما خدم آلاف الأستراليين مع قوات جوية أخرى تابعة لدول الكومنولث في أوروبا خلال الحرب العالمية الثانية. كان حوالي تسعة بالمائة من الأفراد الذين خدموا تحت قيادة سلاح الجو الملكي البريطاني في أوروبا والبحر الأبيض المتوسط من أفراد سلاح الجو الملكي الأسترالي. 
مع استهداف التصنيع البريطاني من قبل القوات الجوية الألمانية، أنشأت الحكومة الأسترالية في عام 1941 إدارة إنتاج الطائرات (DAP؛ والمعروفة لاحقًا باسم مصانع الطائرات الحكومية ) لتزويد القوات الجوية للكومنولث،  وتم تزويد القوات الجوية الملكية الأسترالية في النهاية بأعداد كبيرة من الإصدارات المبنية محليًا مثل قاذفة الطوربيدات، وبريستول بيافايتر ودي هافيلاند موسكيتو، بالإضافة إلى أنواع أخرى مثل نورث أمريكان إفياشين بيه-51 موستانغ. 

#### حرب المحيط الهادئ

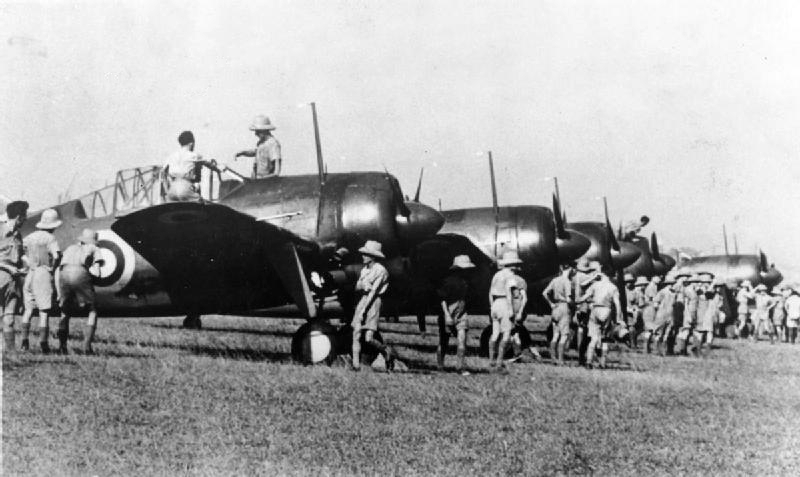
شاركت طائرة Brewster F2A Buffalo في الحملات الجوية فوق الملايو وسنغافورة وجزر الهند الشرقية الهولندية.

هددت بداية حرب المحيط الهادئ -والتقدم السريع للقوات اليابانية- البر الرئيسي الأسترالي لأول مرة في تاريخه. لم يكن سلاح الجو الملكي الأسترالي مستعدًا لحالة الطوارئ، وكان لديه في البداية قوات ضئيلة متاحة للخدمة في المحيط الهادئ. في عام 1941 وأوائل عام 1942، شارك العديد من طياري سلاح الجو الملكي الأسترالي في العمليات مع قيادة سلاح الجو الملكي البريطاني في الشرق الأقصى في حملات الملايو وسنغافورة وجزر الهند الشرقية الهولندية. وبتجهيزها بطائرات مثل بروستر بافالو ولوكهيد هدسون، عانت الأسراب الأسترالية بشدة ضد طائرات زيرو اليابانية.
خلال معركة رابول في أوائل عام 1942، خاضَ السرب رقم 24 التابع لسلاح الجو الملكي الأسترالي دفاعًا قصيرًا ولكنه كان غير مجدٍ في النهاية حيث تقدم اليابانيون جنوبًا نحو أستراليا.  أدت الغارات الجوية المدمرة على داروين في 19 فبراير 1942 إلى زيادة المخاوف بشأن التهديد المباشر الذي تواجهه أستراليا. أدى نقص الطائرات المقاتلة والطائرات الهجومية الأرضية إلى الاستحواذ على طائرات كورتيس بي-40 كيتي هوكس الأمريكية الصنع والتصميم. لعبت طائرات كيتي هوكس التابعة لسلاح الجو الملكي الأسترالي دورًا حاسمًا في حملات غينيا الجديدة وجزر سليمان، وخاصة في عمليات مثل معركة خليج ميلن. ردًا على التهديد الياباني المحتمل للحرب الكيميائية، استورد سلاح الجو الملكي الأسترالي مئات الآلاف من الأسلحة الكيميائية إلى أستراليا. 

#### الحرب الباردة

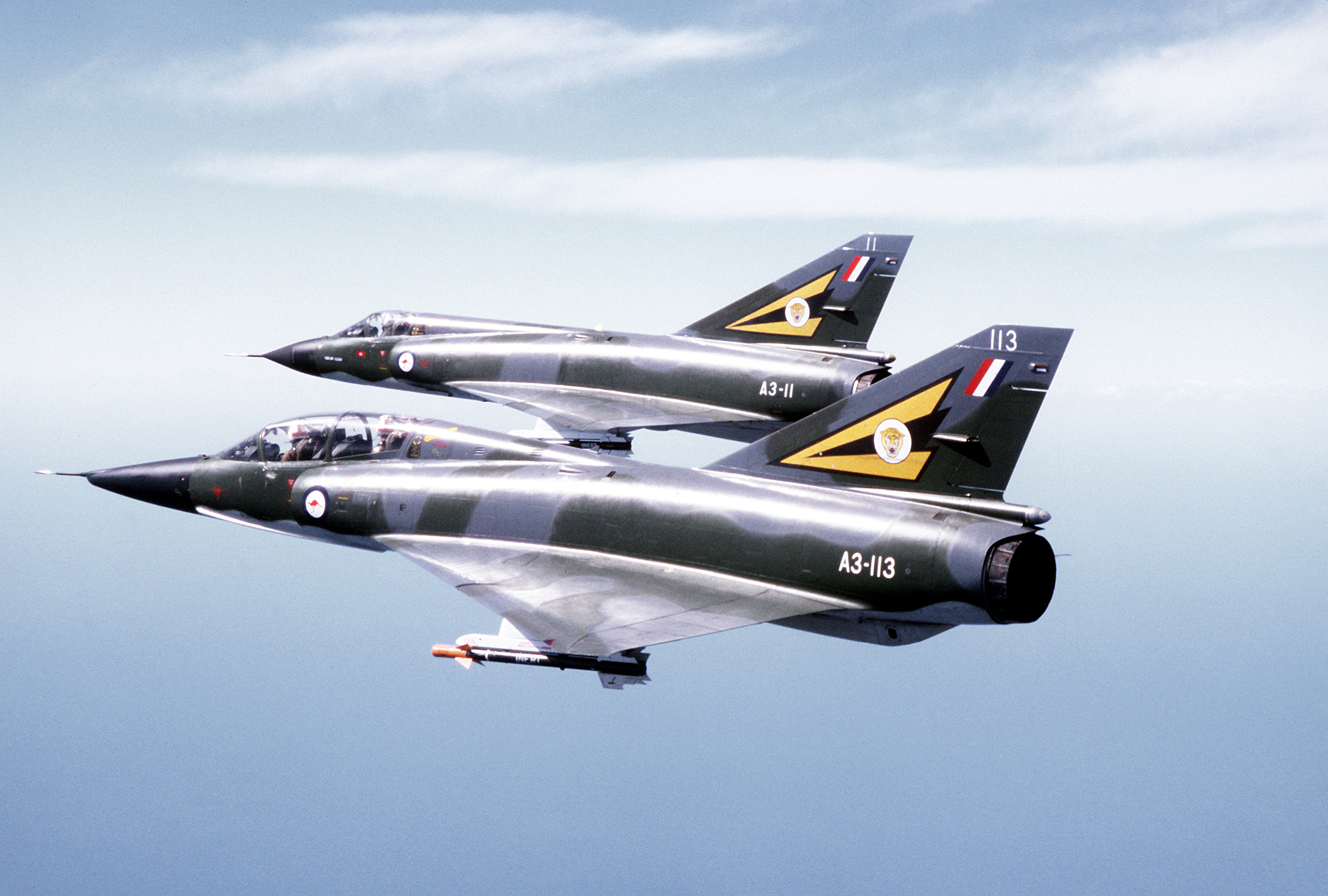
طائرتان مقاتلتان من طراز ميراج 3 تابعة لسلاح الجو الملكي الأسترالي في عام 1980

خلال جسر برلين الجوي، بين عامي 1948 و1949، ساهم سرب سلاح الجو الملكي الأسترالي في جسر برلين الجوي. ورغم أن مساهمة سلاح الجو الملكي الأسترالي كانت صغيرة، إلا أنها كانت كبيرة، حيث نفّذت 2062 طلعة جوية، ونقلت 7030 طنًا من البضائع و6964 راكبًا. 

#### عمليات جنوب شرق آسيا

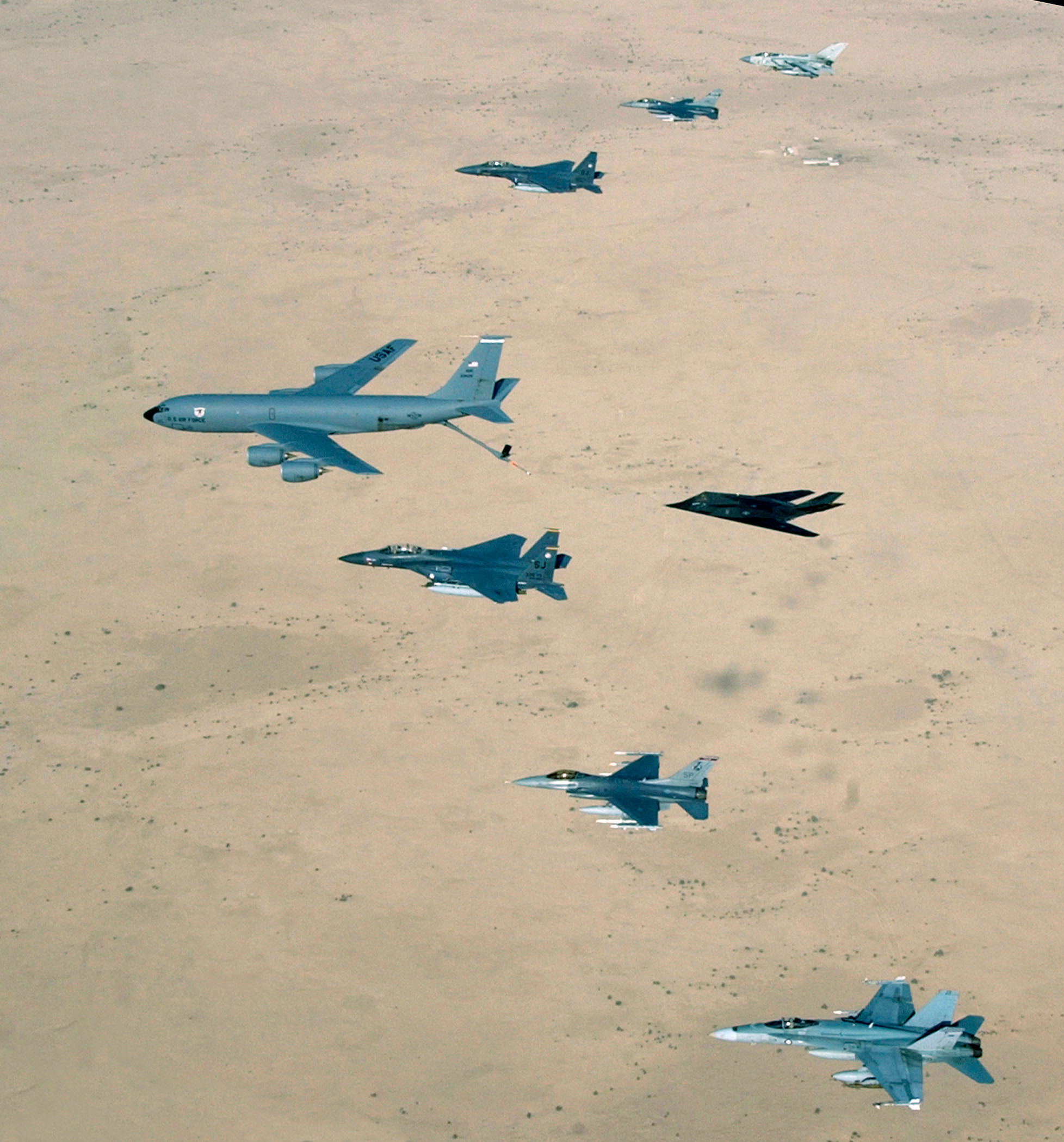
طائرة F/A-18 تابعة لسلاح الجو الملكي الأسترالي مع طائرة KC-135 تابعة لسلاح الجو الأمريكي ، وطائرتين من طراز F-15E ، وطائرة من طراز F-117 ، وطائرتين من طراز F-16 ، وطائرة تورنادو تابعة لسلاح الجو الملكي الأسترالي فوق العراق

في حالة الطوارئ الملايوية، من عام 1950 إلى عام 1960، شاركت ست قاذفات ثقيلة من طراز أفرو لينكولن وسرب من طائرات دوغلاس داكوتا في عمليات ضد العصابات الشيوعية (التي وصفتها السلطات البريطانية بأنها "إرهابيون شيوعيون"). شكلت طائرات لينكولن، التي تعمل من قواعد في سنغافورة وكوالالمبور، العمود الفقري للحرب الجوية ضد العصابات الشيوعية، حيث نفذت مهام قصف ضد قواعدها في الأدغال. وعلى الرغم من صعوبة تقييم النتائج في كثير من الأحيان، إلا أنها سمحت للحكومة بمضايقة قوات العصابات الشيوعية، ومهاجمة معسكراتها الأساسية عند تحديد هويتها وإبقائها في حالة حركة. لاحقًا، في عام 1958، تم نشر قاذفات كانبيرا في مالايا وشاركت في مهام القصف ضد الكوماندوز. 

#### التاريخ الحديث (1990–حتى الآن)

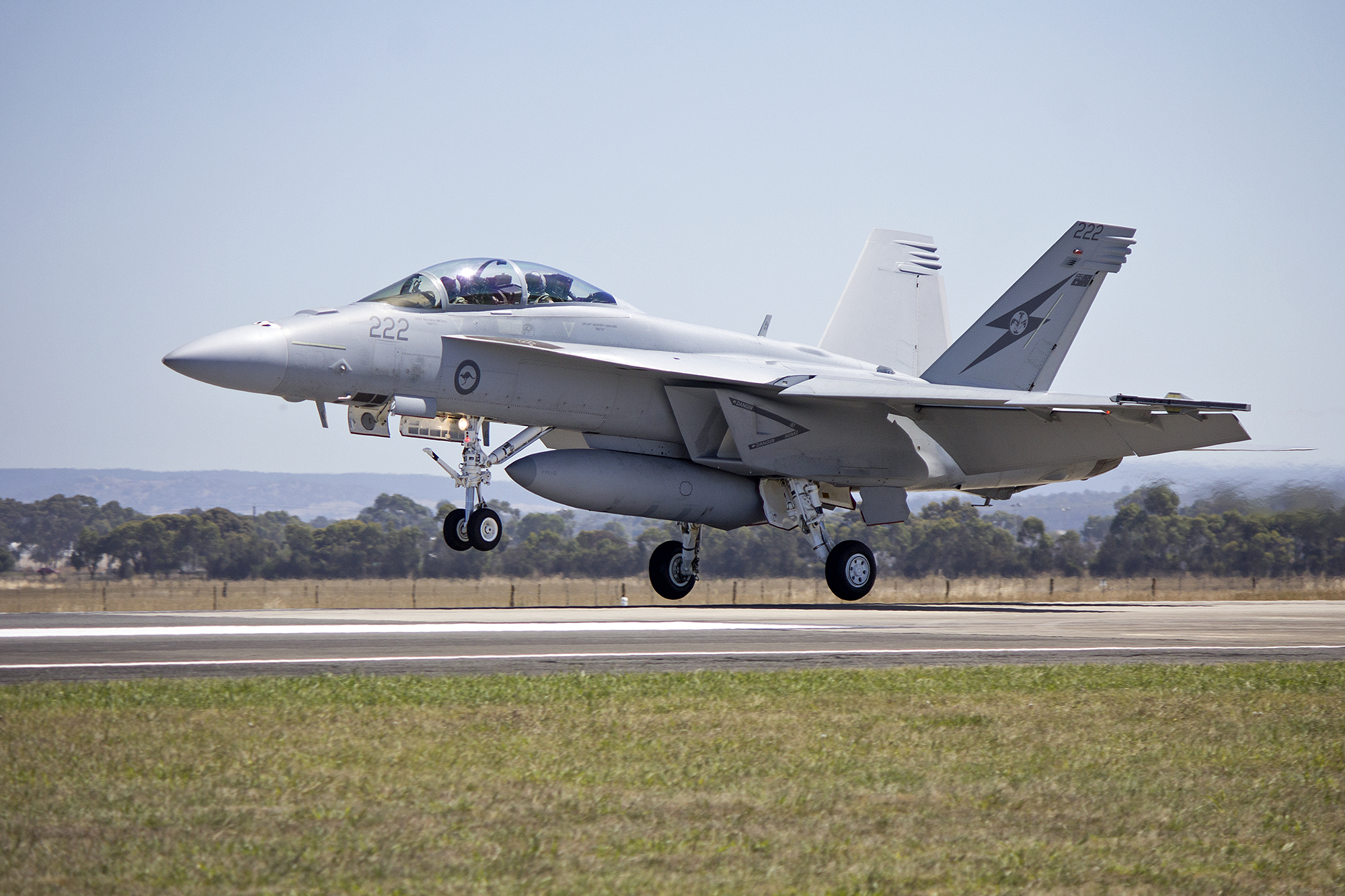
طائرة F/A-18F سوبر هورنت تابعة لسلاح الجو الملكي الأسترالي في معرض أفالون الجوي لعام 2013

تم إجراء عمليات النقل الجوي العسكري لعدد من الأغراض في العقود اللاحقة، مثل عمليات حفظ السلام في تيمور الشرقية من عام 1999. لم تُستخدم طائرات أستراليا المقاتلة مرة أخرى في القتال حتى حرب العراق في عام 2003، عندما عملت 14 طائرة من طراز F/A-18 في أدوار المرافقة والهجوم الأرضي، حيث نفذت ما مجموعه 350 طلعة جوية وأسقطت 122 قنبلة موجهة بالليزر.  تم نشر طائرات الدورية البحرية AP-3C Orion في الشرق الأوسط بين عامي 2003 و2012. أجرت هذه الطائرات دوريات مراقبة بحرية فوق الخليج العربي وشمال بحر العرب، بالإضافة إلى إجراء رحلات برية واسعة النطاق فوق العراق وأفغانستان في مهام الاستخبارات والمراقبة والاستطلاع، ودعم عمليات مكافحة القرصنة في الصومال.  تم نشر ما يقرب من 75 فردًا مع رادار AN/TPS-77 المكلفين بتنسيق العمليات الجوية للتحالف.  تم نشر طائرات بدون طيار من طراز IAI Heron في أفغانستان من يناير 2010 حتى نوفمبر 2014.

## المعدات
يتكون سلاح الجو الملكي الأسترالي من طائرة اف 18 سوبر هورنيت من الفئة A وB وتشكل هذه الطائرة العامود الأساسي في القوات الجوية الملكية الأسترالية أما طائرة النقل الاساسية هي 17 غلوب ماستر .

## مراجع

علم القوات الجوية الملكية الأسترالية

## وصلات خارجية
- RAAF official site
- ADF Aircraft Serial Number
- RAAF YouTube channel